# Simulations Canada
Simulations Canada, tillverkade ett stort antal krigsspel och precis som Avalon Hill gjorde de även brädspel. Företaget försvann i det tysta någon gång efter 2001

## Produktion
- I.J.N., 1978 & 1979
- I Will Fight No More Forever, 1979
- Dark Stars, 1980
- Inchon, 1981
- Jihad, 1981
- The One World, 1984
- Northern Fleet, 1989
- Red Sky at Morning, 1993
- Assault on Tobruk
- Main Battle Tank: North Germany
- Main Battle Tank: Central Germany
- Divine Wind
- Kriegsmarine,
- Le Grand Empire,
- Torpedo,
- Warring States
- West Front-The Campaign in Europe 1943-1945
- Lebensraum - Campaign in the East, 1941-45